# Badminton na Letnich Igrzyskach Olimpijskich 2004
Badminton na XVIII Letnich Igrzyskach Olimpijskich w Atenach rozgrywany był w Goudi Olympic Complex. Pięć konkurencji badmintonowych rozegrano między 14 a 21 sierpnia.

## Medaliści
| Konkurencja                | Złoty                       | Srebrny                      | Brązowy                          |
| gra pojedyncza (mężczyźni) | Taufik Hidayat              | Shon Seung-mo                | Soni Dwi Kuncoro                 |
| gra podwójna (mężczyźni)   | Ha Tae-kwon i Kim Dong-moon | Lee Dong-soo i Yoo Yong-sung | Eng Hian i Flandy Limpele        |
| gra pojedyncza (kobiety)   | Zhang Ning                  | Mia Audina                   | Zhou Mi                          |
| gra podwójna (kobiety)     | Yang Wei i Zhang Jiewen     | Gao Ling i Huang Sui         | Lee Kyung-won i Ra Kyung-min     |
| gra mieszana               | Zhang Jun i Gao Ling        | Nathan Robertson i Gail Emms | Jens Eriksen i Mette Schjoldager |

## Tabela medalowa
| l.p. | Kraj             | Złoty | Srebrny | Brązowy | Razem |
| 1    | Chiny            | 3     | 1       | 1       | 5     |
| 2    | Korea Południowa | 1     | 2       | 1       | 4     |
| 3    | Indonezja        | 1     | 0       | 2       | 3     |
| 4    | Wielka Brytania  | 0     | 1       | 0       | 1     |
| 4    | Holandia         | 0     | 1       | 0       | 1     |
| 6    | Dania            | 0     | 0       | 1       | 1     |